# 沃尔特·拜伦
沃尔特·拜伦（英語：Walter Byron，1894年9月2日—1971年12月22日），加拿大男子冰球运动员，场上位置是守门员。他曾代表加拿大国家队参加1920年夏季奥林匹克运动会冰球比赛，获得一枚金牌。